# Sturnornis albofrontatus
El estornino cingalés (Sturnornis albofrontatus) es una especie de ave paseriforme de la familia Sturnidae endémica de Sri Lanka. Es la única especie del género Sturnornis.

## Descripción
Los adultos miden alrededor de 22 cm. Sus partes superiores son de color gris negruzco con brillos verdes, mientras que sus partes inferiores son blanquecinas con veteado gris. Su frente y rostro son blancos. Ambos sexos tienen un aspecto similar, pero los juveniles son de tonos más apagados, con las partes superiores pardas y las inferiores más grises.

## Taxonomía
Durante mucho tiempo se le asignó erróneamente el nombre científico de Sturnus senex, que resultó ser un sinónimo del estornino piquirrojo. Por ello se le terminó asignando el nombre albofrontatus de una descripción posterior.
Como el género Sturnus era parafilético fue perdiendo especies para solucionar el problema. Estudio filogenético descubrieron que el estornino cingalés no estaba cercanamente emparentado con el estornino pinto, la especie tipo del género Sturnus. Algunos sugirieron que se clasificara en el género Acridotheres, pero finalmente fue clasificado en su propio género, Sturnornis.

## Comportamiento
Esta especie suele encontrarse en los bosques con árboles altos, normalmente en su copa. Como la mayoría de los estorninos, es omnívoro, y se alimenta de frutos, insectos, néctar.
Suele anidar en los huecos de los árboles. Su puesta normal es de dos huevos.